# Reklama radiowa
Reklama radiowa – forma reklamy, która wykorzystuje radio w celu dotarcia do potencjalnego klienta. Reklama radiowa ma zróżnicowany zasięg. Może być bowiem nadawana przez stacje lokalne, regionalne, ogólnokrajowe oraz międzynarodowe. Ponieważ radio nadal pozostaje popularnym środkiem komunikacji, a audycje radiowe są z reguły adresowane do wybranych segmentów rynku (określonych grup słuchaczy), ułatwia to kierowanie reklamy do właściwych odbiorców.
Zaletą radia jest fakt, iż można go słuchać praktycznie wszędzie: w pracy, w czasie podróży, a koszt reklamy radiowej jest stosunkowo niski. Reklama radiowa charakteryzuje się również prostotą, łatwością i szybkością przygotowania haseł.
Wadą reklamy radiowej jest migawkowość związana z krótkim okresem nadawania i powierzchownością odbioru (wielu słuchaczy nie koncentruje uwagi na informacjach przekazywanych w radiu).
Reklama radiowa zaczęła się rozwijać w latach 20. XX wieku Jej historia zaczęła się w Stanach Zjednoczonych, kilka lat później pojawiła się w Polsce. 3 maja 1927 roku na antenie rozgłośni poznańskiej (istniejącej do dziś pod nazwą Radio Merkury) odbyła się pierwsza emisja reklamy radiowej, natomiast pionierem światowym została amerykańska stacja Wind & Earth & Air & Fire w roku 1922.
Z danych Millward Brown SMG/KRC wynika, że w 2008 roku w Polsce radia słuchało codziennie 75% Polaków w wieku 15–75 lat, średni czas słuchania radia w dni powszednie wynosił pięć godzin, natomiast w weekendy cztery godziny i siedemnaście minut.
W reklamie radiowej wykorzystuje się:
- dżingle – czyli krótkie, kilkunastosekundowe melodie lub piosenki, festyny i akcje specjalne,
- rozmowy sponsorowane – polegające na udzielaniu krótkich wywiadów radiowych na ściśle określony temat,
- konkursy dla słuchaczy – w których reklamodawca finansuje nagrody.

Podstawową formą reklamy radiowej są radiowe spoty reklamowe.